# Tlumočník nemocí
Tlumočník nemocí (1999, originál Interpreter of Maladies) je román americké spisovatelky indického původu Jhumpy Lahiriové. Autorka s citem pro jemná hnutí mysli tlumočí soužení svých krajanů, kteří se v Americe potýkají s odlišným životním stylem a hledají rovnováhu mezi svými tradicemi a lákavými americkými novotami. Indové narození v Americe zjišťují, že "tlumočníky" často potřebují nejen ve vztazích s Američany, ale i s indickými partnery nebo příbuznými. V roce 2000 Jhumpa Lahiriová za tuto knihu získala Pulitzerovu cenu.